# Trois Boutiques
Trois Boutiques est un village situé au sud-est de l'île Maurice dont la population était d'environ 5 012 habitants en 2020. Trois Boutiques est situé plus précisément entre les communes de Plaine Magnien et de L'Escalier (à proximité du quartier Carreau La Paille et des Résidences Les Palmiers). Il est également proche de l'Aéroport international Sir-Seewoosagur-Ramgoolam.
La ville est équipée d'un parcours santé.